# Çatalhöyük
Çatalhöyük, también conocido como Çatal Höyük, Çatal Hüyük o Catal Hüyük (pronunciación en turco: /t͡ʃaˈtaɫhœjyc/; del turco çatal: «bifurcación», y höyük: «túmulo»), es un antiguo asentamiento de los períodos neolítico y calcolítico, y el conjunto urbano más grande y mejor preservado de la época neolítica en el Oriente Próximo. En su apogeo este asentamiento llegó a cubrir 13 hectáreas. A su vez, es considerada, según algunos historiadores, la primera ciudad del mundo.
Çatalhöyük se halla al sur de la península de Anatolia, en la planicie de Konya, cerca de la actual ciudad de Konya (antigua Iconium) y aproximadamente a 140 km del volcán Hasan Dağ, en Turquía.
Un canal del río Çarşamba fluía antiguamente entre los dos montículos que forman el yacimiento, levantado sobre terrenos de arcilla aluvial que pudieron ser favorables para una precoz agricultura. El sitio que está situado hacia el este pudo llegar a alcanzar unos 20 metros de altura sobre la llanura, en los últimos momentos de ocupación en el Neolítico. El sitio del oeste forma una elevación menor y hay también un yacimiento bizantino a unos cientos de metros hacia el este. Los asentamientos de época prehistórica fueron abandonados antes de la Edad del Bronce. En sus capas inferiores (y más antiguas) el yacimiento data de hacia mediados del VIII milenio a. C. y las más recientes de hacia el 5700 a. C. Aunque, según la «Escuela de Lyon»,  pertenece a los períodos 4 y 5 de la prehistoria del Oriente Próximo (6600-5600 a. C.).
El desarrollo de esta civilización fue interrumpido bruscamente hacia el 5700 a. C. por un gran incendio, el cual coció el adobe y permitió que paredes de hasta tres metros quedaran en pie. La mayor parte del asentamiento fue destruido o abandonado.
En 2012 la UNESCO incluyó el sitio en la lista del Patrimonio de la Humanidad.

## Hallazgo

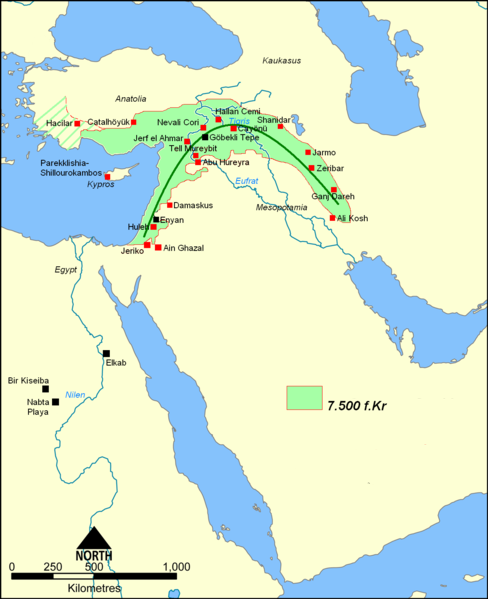
Mapa del Creciente Fértil asiático, con los principales centros de desarrollo cultural conocidos, entre los cuales se encuentra Çatalhöyük.

Descubierto inicialmente en 1959, el sitio de Çatalhöyük no atrajo la atención mundial hasta las excavaciones de James Mellaart, llevadas a cabo entre 1961 y 1965, las cuales revelaron que esta región de Anatolia fue un foco de cultura avanzada durante el período Neolítico. Pero Mellaart fue expulsado de Turquía debido a su implicación en el asunto Dorak, al haber publicado los dibujos de unos artefactos de la Edad del Bronce supuestamente importantes, que luego desaparecieron.
Después del escándalo, el yacimiento permaneció inactivo hasta el 12 de septiembre de 1993, cuando comenzaron las investigaciones dirigidas por Ian Hodder, entonces en la Universidad de Cambridge. Dichos trabajos están entre los proyectos de excavación más ambiciosos en marcha según, entre otros, Colin Renfrew. Además del uso extensivo del método arqueológico, se buscan también interpretaciones psicológicas y artísticas del simbolismo de las pinturas murales. Hodder, un antiguo discípulo de Mellaart, escogió el lugar como el primer ensayo real a nivel mundial de su entonces controvertida teoría académica de la arqueología postprocesual. El éxito de la excavación ha validado el método posprocesual como un nuevo enfoque que ha creado escuela.

## El yacimiento
Según algunos autores todo el asentamiento de Çatalhöyük estaría formado por edificios de uso residencial, sin que se pueda establecer la existencia de edificios públicos de manera irrefutable. 
Para otros autores el hecho de que las mejores y más exuberantes pinturas murales estén en los locales más grandes, les lleva a definir éstos como lugares rituales. Pero el propósito de estas habitaciones profusamente decoradas no resulta claro.

La población de la colina este ha sido estimada por encima de las 10 000 personas, pero la población total probablemente variaría a lo largo de la historia del poblado. Un promedio de entre 5000 y 8000 habitantes sería una estimación razonable. 

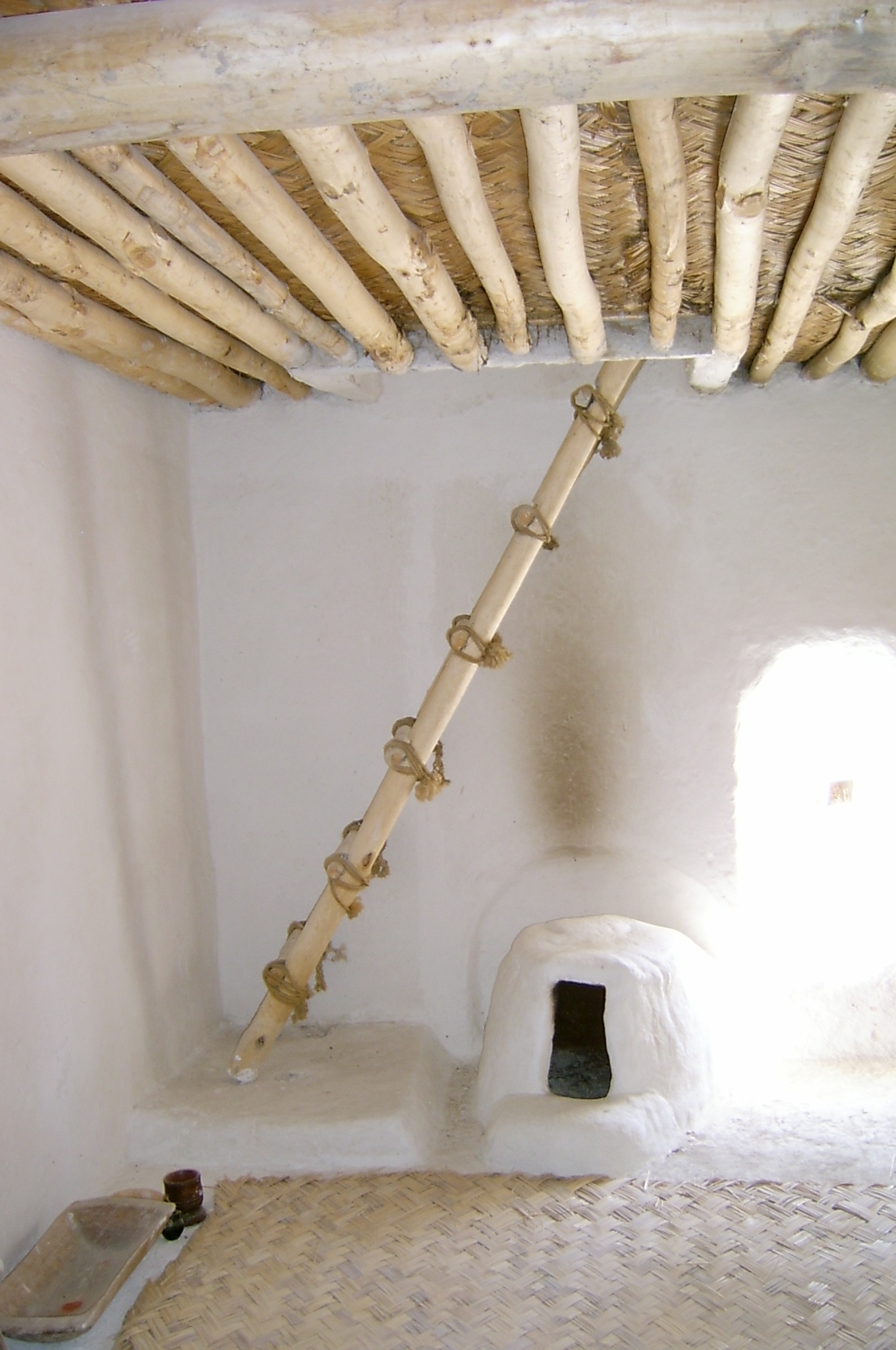
Interior de una vivienda restaurada.

La población vivía en casas rectangulares construidas con adobe, adosadas, sin calles ni pasajes entre ellas, apiñadas como si formaran un panal de abejas. El acceso a las viviendas se hacía por los techos, caminando sobre ellos como si de calles se tratara, utilizando escaleras, interiores y exteriores, para comunicar los diversos niveles. Los muros también eran de adobe y para conformar la cubierta se utilizaron vigas de madera y barro apisonado sobre esteras vegetales. Las aberturas de los techos servían también como la única fuente de ventilación, proporcionando aire fresco y permitiendo salir el humo producido por cocinas y hogares abiertos.
Al estar las casas en medianera, se configuraba una especie de muralla defensiva hacia el exterior, sin aberturas. Esto debió resultar suficiente para salvaguardar a sus habitantes de ataques, pues no se han encontrado signos de lucha en el yacimiento.
Todos los interiores de las casas están enyesados con un acabado muy suave y se caracterizan por la ausencia de ángulos rectos. Constan generalmente de una habitación común de 20-25 m² y algunas estancias anexas. La pieza principal dispone de bancos y plataformas para sentarse y dormir, de un hogar rectangular elevado del suelo y de un horno para hacer pan, sirviendo para un amplio abanico de actividades domésticas. Las habitaciones auxiliares se usaban como almacenes y se accedía a ellas desde la sala principal por unas aberturas bajas.

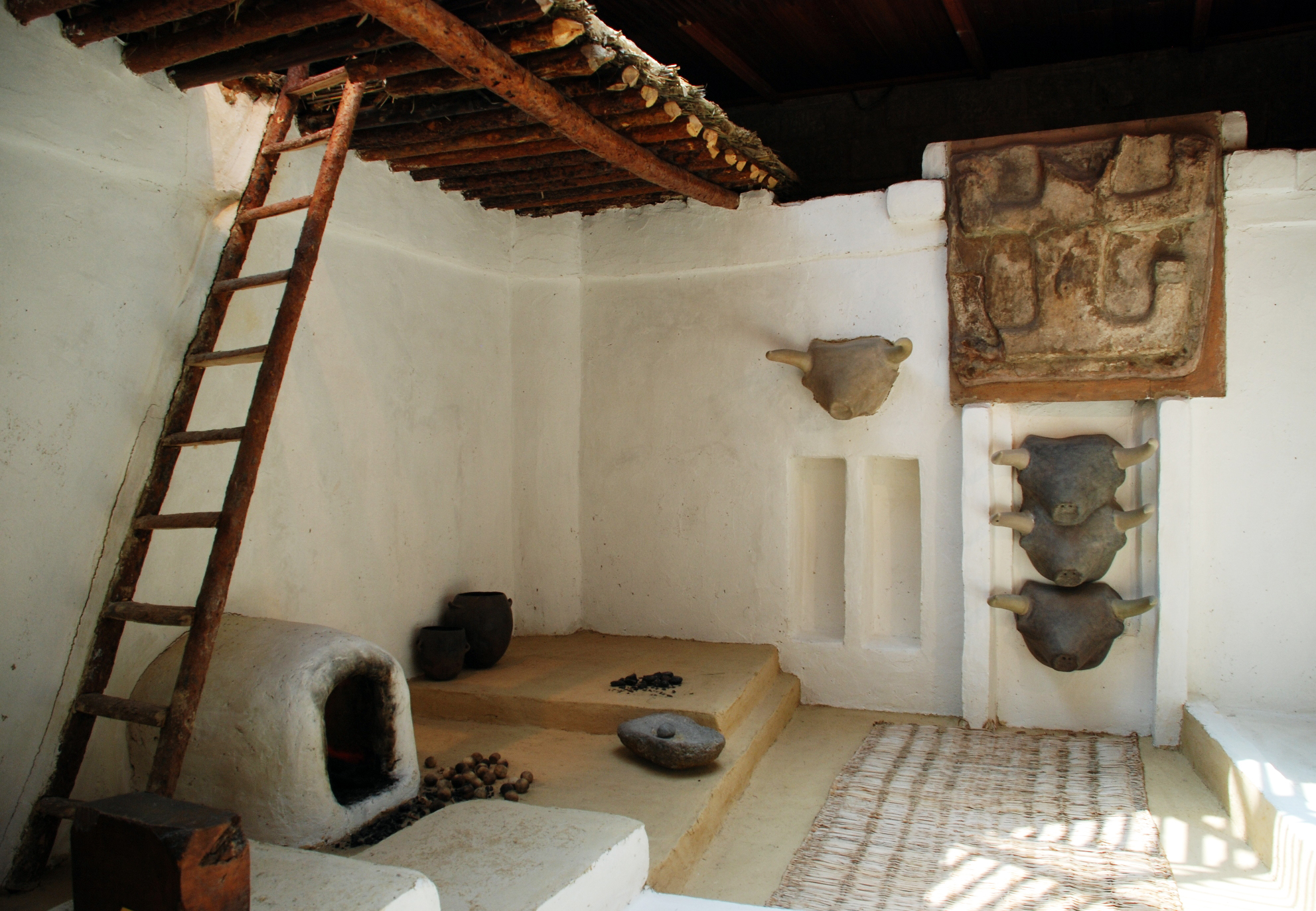
Reconstrucción de una habitación de Çatalhöyük con las posiciones originales de los bucráneos y un relieve de cuerpo humano.

Las habitaciones se mantenían escrupulosamente limpias: los arqueólogos han identificado muy poca basura o desechos en el interior de los edificios, pero los montones de desperdicios que hay en el exterior de las ruinas contienen aguas residuales y restos de comida, así como significativas cantidades de ceniza vegetal. Posiblemente cuando hacía buen tiempo muchas de las actividades diarias se realizarían en las terrazas, que así podrían haber formado un espacio abierto similar a una plaza. Al parecer, en época tardía, en las terrazas se construyeron grandes hornos comunales. En el transcurso de los siglos las casas se fueron renovando mediante demoliciones parciales y reconstrucciones sobre unos cimientos formados por escombros, lo cual provocó el crecimiento de la colina. Se han descubierto hasta 18 niveles de asentamientos.

## Cultura y rituales

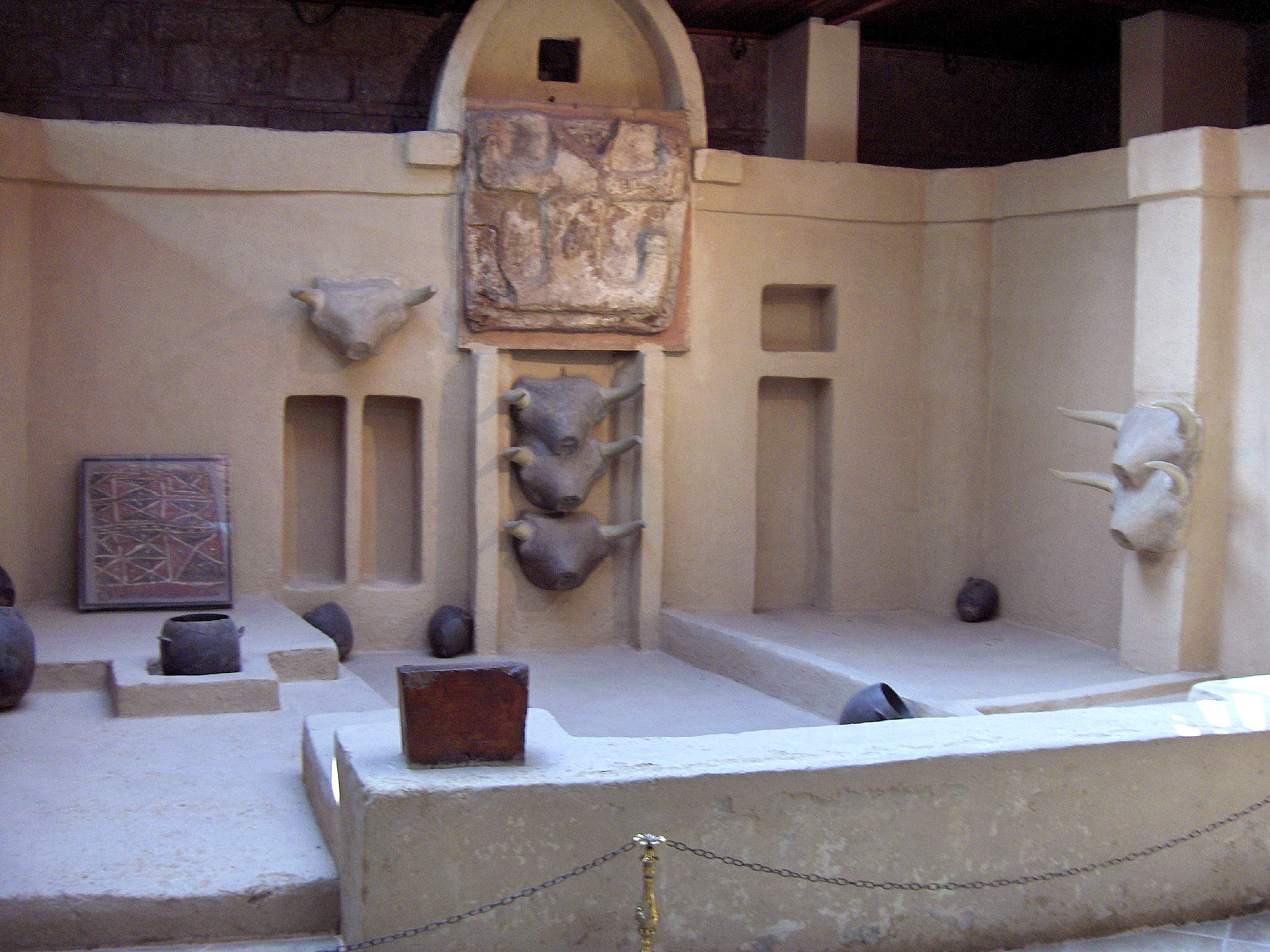
Reconstrucción de una habitación de Çatalhöyük con las posiciones originales de los bucráneos y el relieve de la figura humana.

Los pobladores de Çatalhöyük enterraban a sus muertos dentro de la aldea: han sido encontrados restos humanos en hoyos debajo de los suelos de las estancias, especialmente bajo los hogares, las plataformas de las habitaciones principales y las camas. Los cuerpos eran plegados al máximo y, a menudo, introducidos en cestos o envueltos en esterillas rojas. Los huesos desarticulados de algunas tumbas sugieren que los cuerpos pudieron ser expuestos al aire libre durante un tiempo, antes de ser recogidos y enterrados. En ciertos casos las tumbas han sido removidas y las cabezas de los individuos separadas del esqueleto, pudiendo haber sido usadas dichas calaveras de manera ritual, ya que algunas han sido encontradas en otras zonas de la comunidad. Varios cráneos fueron emplastados y pintados con ocre para recrear la cara humana, una costumbre más característica de los sitios neolíticos de Siria y de Jericó, que de yacimientos más cercanos.
Se han hallado restos de hasta cuarenta edificios (repartidos entre nueve de los niveles de la población) que parecen dedicados a sepulcros y santuarios. En los muros de estos santuarios se encontraron frescos que mostraban escenas de caza, danzas rituales, hombres con penes erectos, representaciones en rojo de los ahora extintos uros (Bos primigenius o toro salvaje) y ciervos, así como buitres precipitándose sobre figuras descabezadas.

Un fresco del nivel VII que aparenta representar a la aldea, con los dos picos gemelos del volcán Hasan Daği al fondo, se cita frecuentemente como el «mapa más antiguo del mundo» y la primera pintura paisajística del 6600 a. C. Pero algunos arqueólogos cuestionan tal interpretación: Stephanie Meece, por su parte, argumenta que el fresco es más parecido a la piel de un leopardo que a un volcán, a un diseño geométrico decorativo que a un mapa.
Modelados en relieve, en los muros de estos "santuarios" hay personajes femeninos (mujeres en posición de dar a luz y la figura de la «Diosa Madre» dominando animales), cabezas de animales, como leopardos, cabras, osos y, destacando entre todos ellos, los bucráneos de arcilla provistos de verdaderos cuernos de toros (abajo, a la izquierda). Las características figurillas de mujer hechas de arcilla o piedra descubiertas por todo el asentamiento, dentro y fuera de sus muros, incluso en el interior de recipientes para conservar el grano, pertenecen a los niveles superiores del yacimiento (los más recientes).
Aunque según algunos investigadores no se han encontrado aún templos claramente identificables, es indiscutible que las tumbas, los murales y las figurillas sugieren que la población de Çatalhöyük poseía una religión compleja, rica en simbología y que se reunían en ciertas salas, abundantes en tales hallazgos, que serían capillas o zonas de encuentro.

## Economía y sociedad

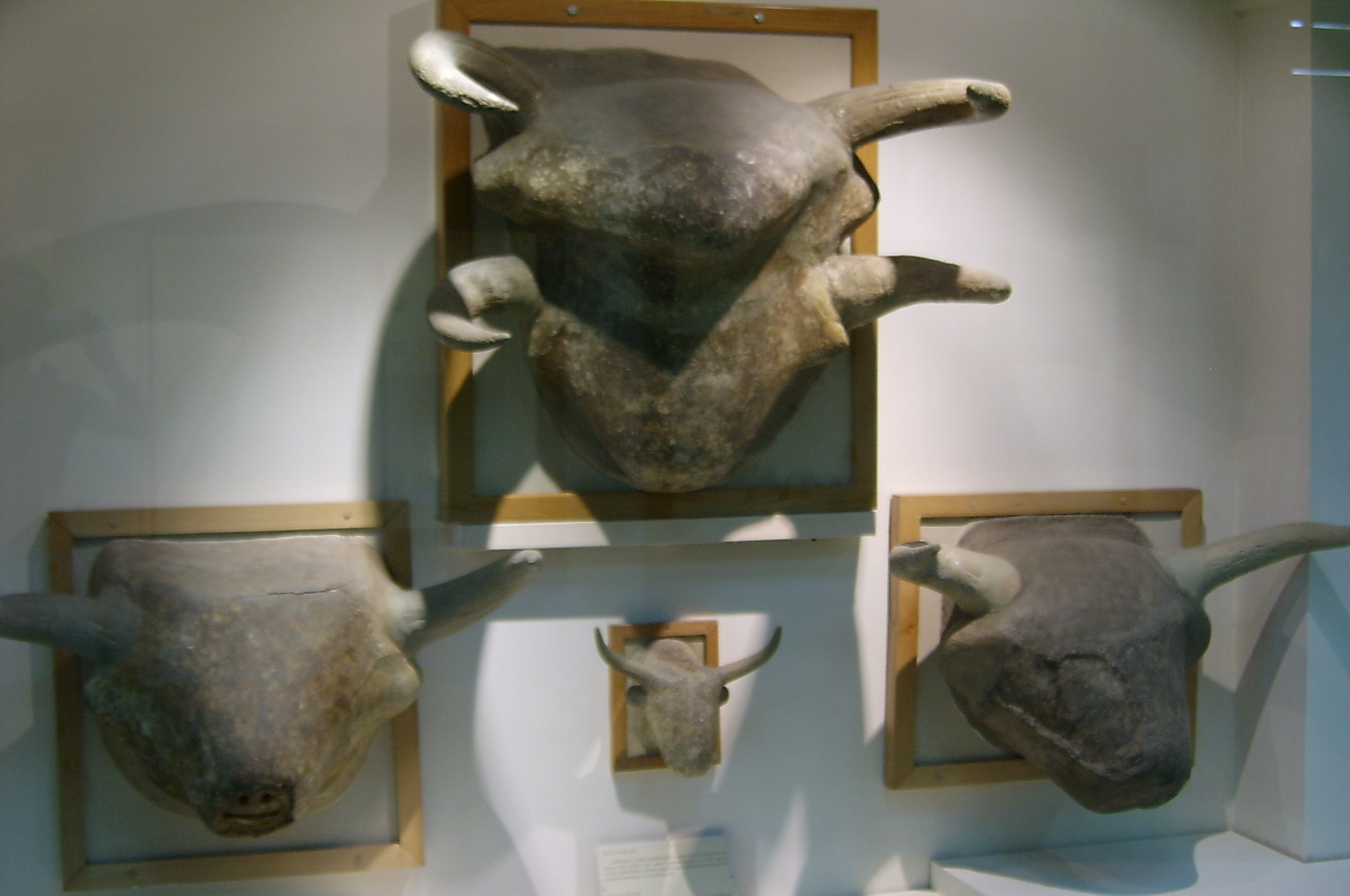
Cabezas de toro de Çatalhöyük.

Al parecer los pobladores de Çatalhöyük vivían de manera relativamente igualitaria, sin que tengamos constancia de que existieran clases sociales, ya que no se han encontrado hasta ahora casas con características diferenciadas (que pertenecieran a la realeza o a la jerarquía religiosa, por ejemplo). Las investigaciones más recientes también revelan poca diferenciación social basada en el género, recibiendo una alimentación equivalente tanto hombres como mujeres y, aparentemente, con un estatus social similar relativo, hecho establecido como propio de las culturas paleolíticas.
Las enfermedades más corrientes entre la población del asentamiento fueron la anemia, la artritis y la malaria, endémica en la región debido a unos pantanos cercanos. La esperanza de vida sería de unos 34 años para los hombres y de 29 para las mujeres, aunque algunos individuos pudieron llegar a los 60.
En los niveles superiores del sitio resulta evidente que los habitantes de Çatalhöyük fueron ganando conocimientos en la agricultura y en la domesticación de animales. Se cultivaban cereales como el trigo y la cebada, así como guisantes, garbanzos, lentejas y lino, mientras que de los árboles de las colinas circundantes se recogían frutos como almendras, pistachos y manzanas. Se extraían aceites vegetales de plantas y semillas, así como una especie de cerveza. Aunque la mayoría de las proteínas animales procedían de la pesca y de la caza (ciervo, jabalí y onagro), la oveja ya había sido domesticada y las evidencias sugieren que los bóvidos comenzaban a estarlo también.
La elaboración de cerámica y la fabricación de utensilios de obsidiana (obtenida en el volcán Hasan Daği) eran industrias florecientes, lo cual les permitía mantener relaciones comerciales con puntos distantes de la península anatólica, obteniendo a cambio conchas del Mediterráneo y sílex de Siria. También trabajaban la madera y el cobre, siendo los artesanos de Çatalhöyük expertos en su fundición, lo cual supondría el ejemplo más antiguo de actividad metalúrgica en el Oriente Próximo. La lista de productos que manufacturaban estos artesanos incluiría puntas de flecha, lanzas y puñales de obsidiana o de sílex, mazas de piedra, figurillas en piedra y arcilla cocida, prendas textiles, cuencos y otros recipientes de madera o cerámica, y joyería hecha con perlas o cobre.
Gracias al clima seco de esta zona se han conservado restos de tejidos de excelente calidad. También se han encontrado sellos de arcilla para estampar los trajes con diversos dibujos, cuyo diseño guarda muchas semejanzas con los de las alfombras turcas actuales.

## Religión

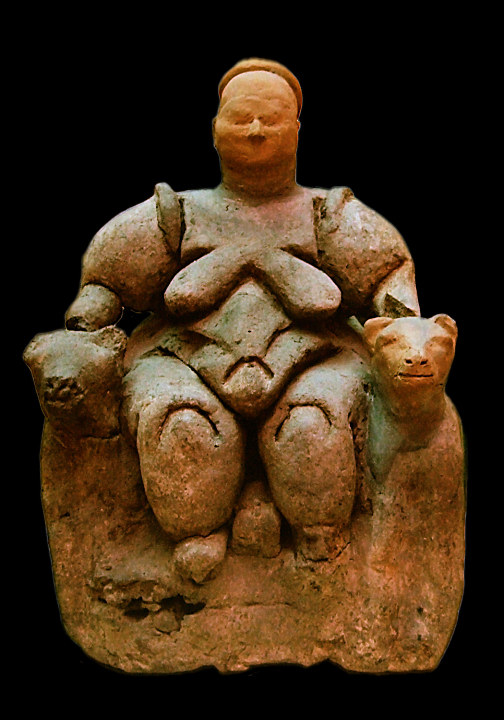
Mujer sentada de Çatalhöyük, la figura femenina aparece sentada en un trono flanqueado por dos felinos.

Un rasgo distintivo de Çatalhöyük son sus estatuillas femeninas: Mellaart sostenía que estas figurillas realizadas esmeradamente en materiales tan diversos como mármol, calizas azules y pardas, esquisto, calcita, basalto, alabastro y arcilla, representaban una deidad femenina del tipo Diosa Madre. Aunque existía también un dios masculino, el número de las figurillas femeninas era muy superior y este dios no aparece realmente hasta después del nivel VI, habiéndose identificado, hasta la fecha, 18 niveles. Las figurillas fueron encontradas, ante todo, en zonas que Mellaart consideraba que fueron capillas.
La imponente diosa sentada en un trono flanqueado por dos felinos (ilustración de la derecha) fue hallada dentro de un recipiente usado para almacenar el grano, lo que le sugirió a Mellaart que era una deidad que aseguraría la cosecha o protegería las provisiones almacenadas.
Mientras Mellaart excavó cerca de doscientos edificios en cuatro temporadas, actualmente Ian Hodder dedica una temporada entera a excavar un único edificio. Durante 2004 y 2005 Hodder y su equipo comenzaron a creer que el modelo propuesto por Mellaart de una cultura de signo matriarcal era falso. Habiendo encontrado solamente una figurilla similar al modelo de Diosa Madre que Mellaart propugnaba, entre la gran cantidad de ellas desenterradas, Hodder decidió que el yacimiento no ofrecía suficientes indicios como para establecer si era una cultura matriarcal o patriarcal, sino que apuntaba más bien hacia una sociedad relativamente igualitaria.
La catedrática Lynn Meskell expone, en apoyo de esta teoría, que mientras en las excavaciones iniciales se encontraron sólo 200 estatuillas, los nuevos trabajos han desenterrado 2000, de las cuales muchas son de animales y únicamente un 5% de las figurillas son de mujeres.